# Campeonato de Fórmula 3 da FIA
O Campeonato de Fórmula 3 da FIA é uma categoria de corridas automobilísticas de monopostos de terceiro nível, organizado pela Federação Internacional de Automobilismo (FIA). O campeonato começou a ser disputado em 2019 como uma categoria de apoio para o Campeonato Mundial de Fórmula 1 da FIA e o Campeonato de Fórmula 2 da FIA.
Foi criado a partir de uma fusão entre dois campeonatos de corrida de monopostos de terceiro nível existentes, a GP3 Series e o Campeonato Europeu de Fórmula 3 da FIA, como foi anunciado em 10 de março de 2018. A competição faz parte do plano de projeto de consolidação do Caminho Global da FIA. Ao contrário do seu antecessor, o Campeonato Europeu de Fórmula 3, a categoria é realizada exclusivamente em apoio das corridas de Fórmula 1. A FIA estabeleceu que o ‘SOC’ (season operational cost) ou preço anual da temporada, não deve exceder €800.000,00 o que é justo pelo nível dos carros e pelas pistas em que a categoria corre.

## Carro
O carro usado pelo Campeonato de Fórmula 3 da FIA é um carro padronizado usado por todas as equipes competidoras. O motor e a caixa de câmbio usada pelo Dallara GP3/16 foram levados para o novo carro e modificados para se ajustarem aos regulamentos da categoria.

## Temporadas

### 2019
O Campeonato de Fórmula 3 de 2019 foi a temporada inaugural da categoria. O campeonato foi disputado em dezesseis corridas realizadas em oito rodadas apenas no continente europeu, começando em 11 de maio no circuito de Barcelona-Catalunha e terminando em 29 de setembro no Autódromo de Sóchi. O ano de 2019 marcou a estreia do novo pacote de chassis Dallara F3 2019, mas o pacote de motores ainda permaneceu o mesmo que era usado no carro da antecessora GP3 Series. Robert Shwartzman se sagrou campeão da temporada.

## Campeões

### Pilotos
| Temporada | Piloto             | Equipe         | Poles | Vitórias | Pódios | Voltas rápidas | Pontos | Conquistado       | Margem |
| --------- | ------------------ | -------------- | ----- | -------- | ------ | -------------- | ------ | ----------------- | ------ |
| 2019      | Robert Shwartzman  | Prema Racing   | 2     | 3        | 9      | 2              | 212    | Corrida 15 de 16  | 54     |
| 2020      | Oscar Piastri      | Prema Racing   | 0     | 2        | 6      | 4              | 164    | Corrida 18 de 18  | 3      |
| 2021      | Dennis Hauger      | Prema Racing   | 3     | 4        | 9      | 5              | 205    | Corrida 19 de 21  | 26     |
| 2022      | Victor Martins     | ART Grand Prix | 0     | 2        | 6      | 1              | 139    | Corrida 18 de 18  | 5      |
| 2023      | Gabriel Bortoleto  | Trident        | 1     | 2        | 6      | 3              | 164    | Corrida 16 de 18+ | 45     |
| 2024      | Leonardo Fornaroli | Trident        | 2     | 0        | 7      | 2              | 153    | Corrida 20 de 20  | 23     |
| 2025      | Rafael Câmara      | Trident        |       |          |        |                |        | Corrida 18 de 20  |        |

*Campeonato ainda não terminado, pontuação pode estar desatualizada.
+Foi conquistada já na classificação da semana de Monza

### Equipes
| Temporada | Equipe       | Poles | Vitórias | Pódios | Voltas rápidas | Pontos | Conquistado      | Margem |
| --------- | ------------ | ----- | -------- | ------ | -------------- | ------ | ---------------- | ------ |
| 2019      | Prema Racing | 4     | 8        | 24     | 8              | 527    | Corrida 12 de 16 | 304    |
| 2020      | Prema Racing | 4     | 7        | 16     | 9              | 470,5  | Corrida 15 de 18 | 209    |
| 2021      | Trident      | 2     | 5        | 13     | 3              | 381    | Corrida 21 de 21 | 4      |
| 2022      | Prema Racing | 4     | 7        | 16     | 9              | 355    | Corrida 18 de 18 | 51     |
| 2023      | Prema Racing | 1     | 5        | 13     | 6              | 327    | Corrida 18 de 18 | 19     |
| 2024      | Prema Racing | 2     | 7        | 14     | 5              | 352    | Corrida 18 de 20 | 71     |

## Circuitos
| † | Circuitos atuais (para temporada de 2022) |

| Autódromo                         | Mapa | Local                         | Temporada(s) | Total |
| --------------------------------- | ---- | ----------------------------- | ------------ | ----- |
| Circuito Internacional do Barém † |      | Sakhir, Barém                 | 2022         | 0     |
| Circuito de Barcelona-Catalunha † |      | Montmeló, Espanha             | 2019-2021    | 1     |
| Hungaroring †                     |      | Mogyoród, Hungria             | 2019, 2021   | 1     |
| Autódromo Enzo e Dino Ferrari †   |      | Ímola, Itália                 | 2022         | 0     |
| Autódromo Nacional de Monza †     |      | Monza, Itália                 | 2019-2020    | 1     |
| Circuito de Mugello               |      | Scarperia e San Piero, Itália | 2020         | 1     |
| Circuito Paul Ricard              |      | Le Castellet, França          | 2019, 2021   | 1     |
| Red Bull Ring †                   |      | Spielberg, Áustria            | 2019-2021    | 1     |
| Circuito de Silverstone †         |      | Silverstone, Reino Unido      | 2019-2020    | 1     |
| Autódromo de Sóchi                |      | Sóchi, Rússia                 | 2019, 2021   | 2     |
| Circuito de Spa-Francorchamps †   |      | Stavelot, Bélgica             | 2019-2021    | 2     |
| Circuito de Zandvoort †           |      | Zandvoort, Países Baixos      | 2021         | 1     |